# Лазар Живановић (сликар и књижевник)
Лазар Живановић (Ириг, 23. март 1939) српски је сликар и књижевник, по образовању шумарски инжињер.

## Биографија
Лазар Живановић је рођен у Иригу 1939. Осмогодишње школовање завршио је 1954, Вишу гимназију у Руми 1959, а Шумарски факултет у Београду 1964. године. После одслужења војног рока запослио се у Скупштини општине Ириг на радном месту Шеф одсека за привреду на којим пословима је радио 2 године. Године 1967. преселио се у Сремску Митровицу где се запослио у Фабрици целулозе и папира “Матроз” на пословима руководиоц Погона пријема и припреме дрвета за фабрику. Године 1974. запослио се у Националном парку Фрушка Гора из Сремске Каменице, на рандом месту директора ООУР-а Управе за уређење “Лежимир” и на том рандом месту остао до половине 1978. године. Године 1978. распоређен је на место Директора Радне заједнице заједничких послова Националног парка Фрушка Гора. 1979. изабран је на рандо место директора ООУР-а заштите унапређивања и уређивања Националног парка Фрушка Гора, (формиране за целло подручје Фрушке Горе), и на истом радио до краја 1981. године. 1982. године ради у Радној заједници заједничких послова на дугорочном планирању, развоју и инвестицијама. У више наврата учествује на Саветовањима о Националним парковима Југославије. Ради на изради Регионалних и просторних плановима Фрушке горе. Почетком 1984. прелази на рад у Извршно веће САП Војводине на радно место Помоћника секретара за пољопривреду, водопривреду и шумарство. 1991. године ради у Министарству пољопривреде шумарства и водопривреде Републике Србије на рандом месту Саветника министра све до пензиосања. Учесник је 9. Међународног Конгреса шумарства у Љубљани и 10. Међународног Конгреса шумарства у Паризу. Носиоц је Значке Ловачког савеза Војводине.
Од 2002. године живи и у Црној Гори, у Кумбору крај Херцег Новог. Године 2006. враћа се у Сремску Каменицу.

### Ангажовање у војци
Војску је одслужио у Школи резевних официра инжењерије у Хрватском Карловцу, а након стажирања у Гарди у Беогеаду добио је чин подпоручника. Учествовао  је  на војној паради у Београду за Дан победе. Учествовао је на једномесечној војној вежби на Пасуљанским ливадама. Мобилисан је 1968. за време кризе у Чехословачкој и провео месец дана као командир инжењериске чете и организовао изградњу командног места Дивизије, након чега је унапређен у чин капетана. Завршио је Високу војну школу на Бањици. Унапређен је у чин резервног капетана I класе. За време мобилизације 1991. године је распоређен на место Помоћника команданта бригаде за политички рад у ТО Нови Сад. Одликован је Орденом за војне заслуге са сребрним мачевима и Медаљом ТО.

### Друштвено-политички рад
Примљен је у Свез Комуниста 1965. у СО-е Ириг, изабран за председника ССРН Ириг. У Сремској Митровици у фабрици “Матроз” био је Председник Пословодног одбора Фабрике, Председник Фабричког Одбора Савеза синдиката. Два мандата је био члан Општинског већа Савеза синдиката Сремска Митровица. У период 1970-1974. био је члан Покраинског већа Савеза синдиката и делегат на Покраинској и Републичкој конференцији Савеза синдиката.

## Сликарство
Наклоност ка сликању код њега се јавља још у осмогодишњој школи. Жеља да слика пратила га је целог живота. Након пензионисања слика “техником уље на платну”. Повремено ваја и израђује слике и друге предмете у дуборезу.
За Лазара Живановића је познати Херцегновски академски вајар, дизајнер и сликар Гојко Дондић рекао:
“Овај вишеслојно надарени аутор у себи носи страст и танану љубав поете. Његове слике су умивене најлепшом поетиком. Његов нанос боја, нежно милује објекте на слици, где пулсира атмосфера живота. Све је сунчано И ведро. Кад гледате Лазареве слике осећате се као да читате његову поезију. Кад читате Лазареву песму као да шетате неким пејсажом са његових слика. Овај вишеструко надарени аутор са својим поривима, још ће се пети према врху сликарског олимпа. Тај пут је трасиран за талентом одабране. Лазар заиста то јесте. Данас је Лазар оформљени сликар танане имагинације."
Од 2012. године је активан члан ликовног удружења ЛИКУМ из Новог Сада и у његовој организацији учествује на више самосталних  и колективних изложби у Војводини.

### Самосталне изложбе
- (2003) - Институт Симо Милошевић АД, Игало
- (2006) - Галерија Прве српске читаонице, Ириг
- (2011) - Галерија Прве српске читаонице, Ириг
- (2012) - Шумарски факултет, Београд
- (2013) - Хол Извршног Већа САП Војводине, Нови Сад
- (2014) - Просторије Издавачке куће “Форум”, Нови Сад

### Колективне изложбе
- (2012) - Клуб књижевника Војводине, Нови Сад
- (2012) - Царска палата, Сремска Митровица, XIII смотра ликовних уметника аматера Војводине
- (2012) - Мали изложбени салон Народног музеја Зрењанин, XII Зрењанински сусрети сликара
- (2012) - Галерија Прве српске читаонице, Ириг
- (2012) - Дом војске Србије, Нови Сад
- (2012) - Клуб Гвозде Гајшин, Нови Сад
- (2013) - Галерија дома културе, Србобран, Зонска смотра
- (2013) - Хол Извршног већа САП Војводине, Нови Сад
- (2013) - Галерија Друштва књижевника Војводине, Нови Сад
- (2013) - Мали изложбени салон Народног музеја Зрењанин- XIII Зрењањнски сусрети сликара
- (2014) - Музеј Војводине, Нови Сад
- (2014) - Галерија Прве српске читаонице, Ириг
- (2014) - Клуб Грозда Гајшин, Нови Сад
- (2014) - Галерија на Спенсу, Нови Сад
- (2015) - Галерија Прве српске читаонице, Ириг
- (2016) - Галерија Прве српске читаонице, Ириг
- (2017) - Галерија Прве српске читаонице, Ириг
- (2018) - Галерија Прве српске читаонице, Ириг

## Књижевност
Лазар Живановић припада савременим српским песницима који се истичу једноставношћу форме и топлином израза. Песник је љубави и љубазности, широког уметничког интересовања, песник социјалних мотива, друштвених догађања и промена. Он упечатљиво приказује топле боје, мирисе и сетно-радосне емоције о својој Фрушкој гори и раскошном Фрушкогорју. Има позитиван однос према народима и државама које нас окружују. Војвођански мотиви и призори Боке смењују се кроз његов лирски опус. Истакао се као и успешан приповедач и наратор.
Лазар Живановић је аутор прве књиге која је издата у Србији написана уз помоћ вештачке интелигенције. Књига Приче објављена је 2024. године у издању Српске читаонице из Ирига. Реч је пионирском кораку у домаћој књижевности - приче у њој, као и рецензија су настале у сарадњи са вештачком интелигенцијом. Књига спаја традицију приповедања и техночошку иновацију и улогу технологије у уметности.